# Japansk havsängel
Japansk havsängel (Squatina japonica) är en hajart som beskrevs av Pieter Bleeker 1858. Japansk havsängel ingår i släktet Squatina och familjen havsänglar. Inga underarter finns listade i Catalogue of Life.
Arten förekommer i havet kring Japan, Koreahalvön, östra Kina och Taiwan. Den vistas i regioner som är upp till 350 meter djupa. Individerna blir upp till 200 cm långa. Honan lägger inga ägg utan föder 2 till 10 levande ungar per tillfälle som är cirka 30 cm långa. Antagligen blir honor, liksom hos kalifornisk havsängel, efter 8 till 13 år könsmogna. Den maximala livslängden uppskattas vara 35 år.
IUCN kategoriserar arten globalt som akut hotad.